# Stenselet, Västerbotten
Stenselet är en sjö i Skellefteå kommun i Västerbotten och ingår i Rickleåns huvudavrinningsområde. Sjön har en area på 0,692 kvadratkilometer och ligger 264,1 meter över havet. Sjön avvattnas av vattendraget Svartån.

## Delavrinningsområde
Stenselet ingår i det delavrinningsområde (717753-168693) som SMHI kallar för Utloppet av Stenselet. Medelhöjden är 290 meter över havet och ytan är 3,89 kvadratkilometer. Räknas de 9 avrinningsområdena uppströms in blir den ackumulerade arean 67,79 kvadratkilometer. Svartån som avvattnar avrinningsområdet har biflödesordning 3, vilket innebär att vattnet flödar genom totalt 3 vattendrag innan det når havet efter 111 kilometer. Avrinningsområdet består mestadels av skog (76 procent). Avrinningsområdet har 0,69 kvadratkilometer vattenytor vilket ger det en sjöprocent på 17,8 procent.